# Aderus goriensis
Aderus goriensis é uma espécie de inseto besouro da família Aderidae. Foi descrita cientificamente por George Charles Champion em 1925.

## Distribuição geográfica
Habita em Kumaon (Índia).